# تاباكولو ستلزي
تاباكولو ستلزي (الاسم العلمي: Scytalopus stilesi) (بالإنجليزية: Stiles's Tapaculo)‏ هو نوع من الطيور يتبع جنس التاباكولو من فصيلة التاباكولات.